# Modrany
Modrany és un poble i municipi d'Eslovàquia que es troba a la regió de Nitra, al sud-oest del país. La primera menció escrita de la vila es remunta al 1205.

## Demografia
| Godina             | 1994 | 2004   | 2014   | 2024   |
| ------------------ | ---- | ------ | ------ | ------ |
| Nombre de persones | 1408 | 1461   | 1407   | 1280   |
| Diferència         |      | +3,76% | −3,69% | −9,02% |

| Godina             | 2023 | 2024   |
| ------------------ | ---- | ------ |
| Nombre de persones | 1282 | 1280   |
| Diferència         |      | −0,15% |